# Carl Hårleman
Carl Hårleman (Västerås, 1886. június 23. – Halmstad, 1948. augusztus 20.) olimpiai bajnok svéd tornász, rúdugró, nemes, katona, sporttisztviselő.
Részt vett az 1908. évi nyári olimpiai játékokon, és tornában csapat összetettben aranyérmes lett.
Az 1912. évi nyári olimpiai játékokon is elindult, de ekkor, mint atléta és rúdugrásban 3,60 méterrel a 12. lett.
Az első világháborúban százados volt. A háború után sporttisztviselő volt több szervezetnél és biztosítási cégnél is dolgozott.
Klubcsapatai a Västerås GF és a IFK Falun volt